# Луций Постумий Темпсануса
Луций Постумий Темпсануса (на латински: Lucius Postumius Tempsanus) е сенатор и политик на Римската република през 2 век пр.н.е. Произлиза от фамилията Постумии.
През 186 пр.н.е. Спурий Постумий Албин провежда консулските избори. Постумий е избран за претор за 185 пр.н.е. с колеги приятеля му Авъл Постумий Албин Луск и Публий Корнелий Цетег. Той получава за управление провинция Тарентум в Апулия.